# Cha Hyun-ok
Cha Hyun-ok (kor. 차현옥) (ur. 24 grudnia 1976), posługuje się pseudonimem Yuri (kor. 유리) – wokalistka, członek girls bandu Girl Friends.